# جربهاری
جربهاری یک منطقهٔ مسکونی در سومالی است که در Gedo واقع شده‌است. جربهاری ۵۰٬۰۰۰ نفر جمعیت دارد.